# James Edwin O'Reilly
Pour les articles homonymes, voir James O'Reilly et O'Reilly.
James Edwin O'Reilly (6 octobre 1833 - 27 février 1907) est un homme politique canadien de l'Ontario. Il est maire d'Hamilton en 1869 et de 1879 à 1881.